# Santa Maria della Misericordia

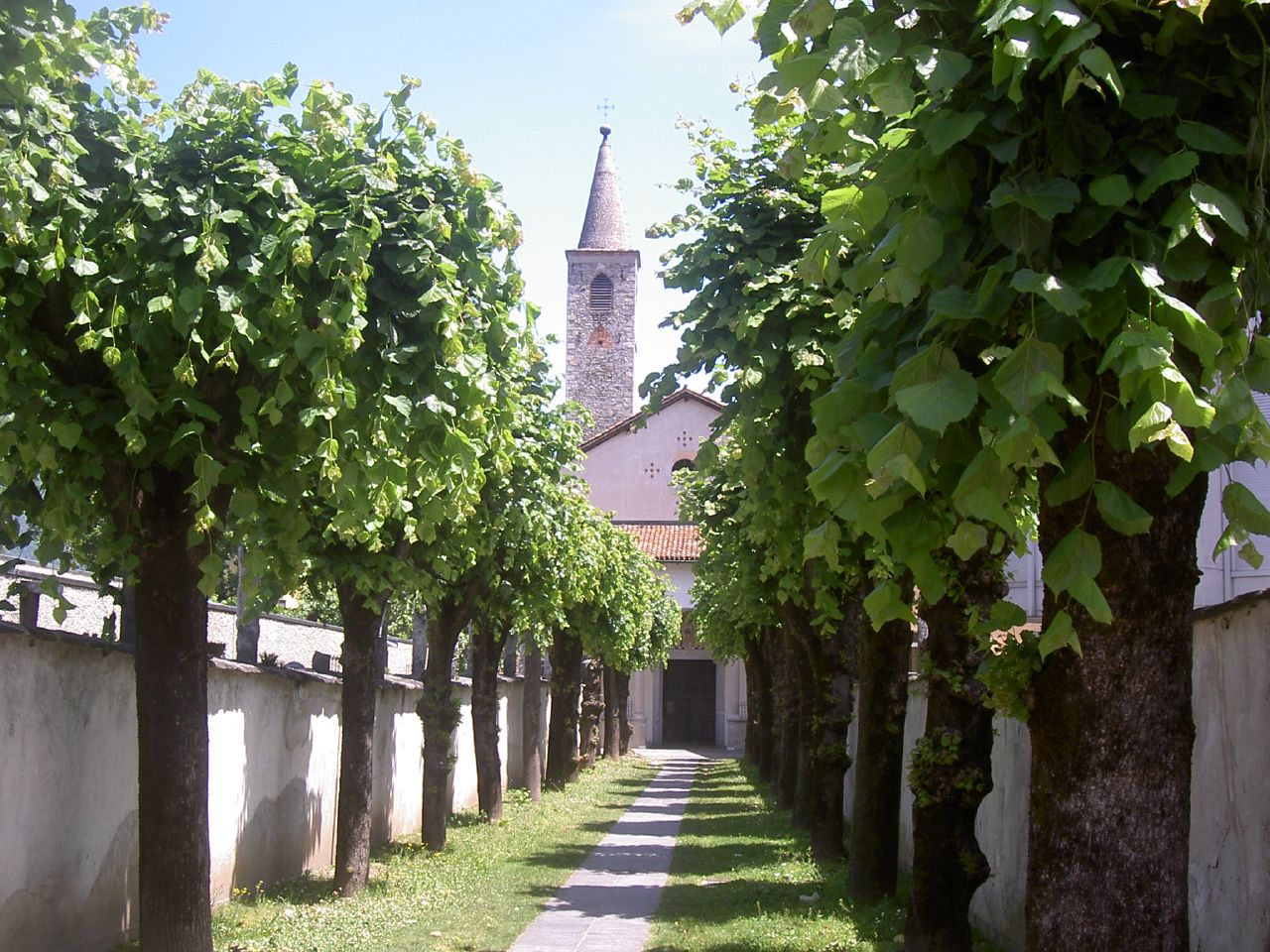
Santa Maria della Misericordia in Ascona mit Lindenallee vor der Kirche

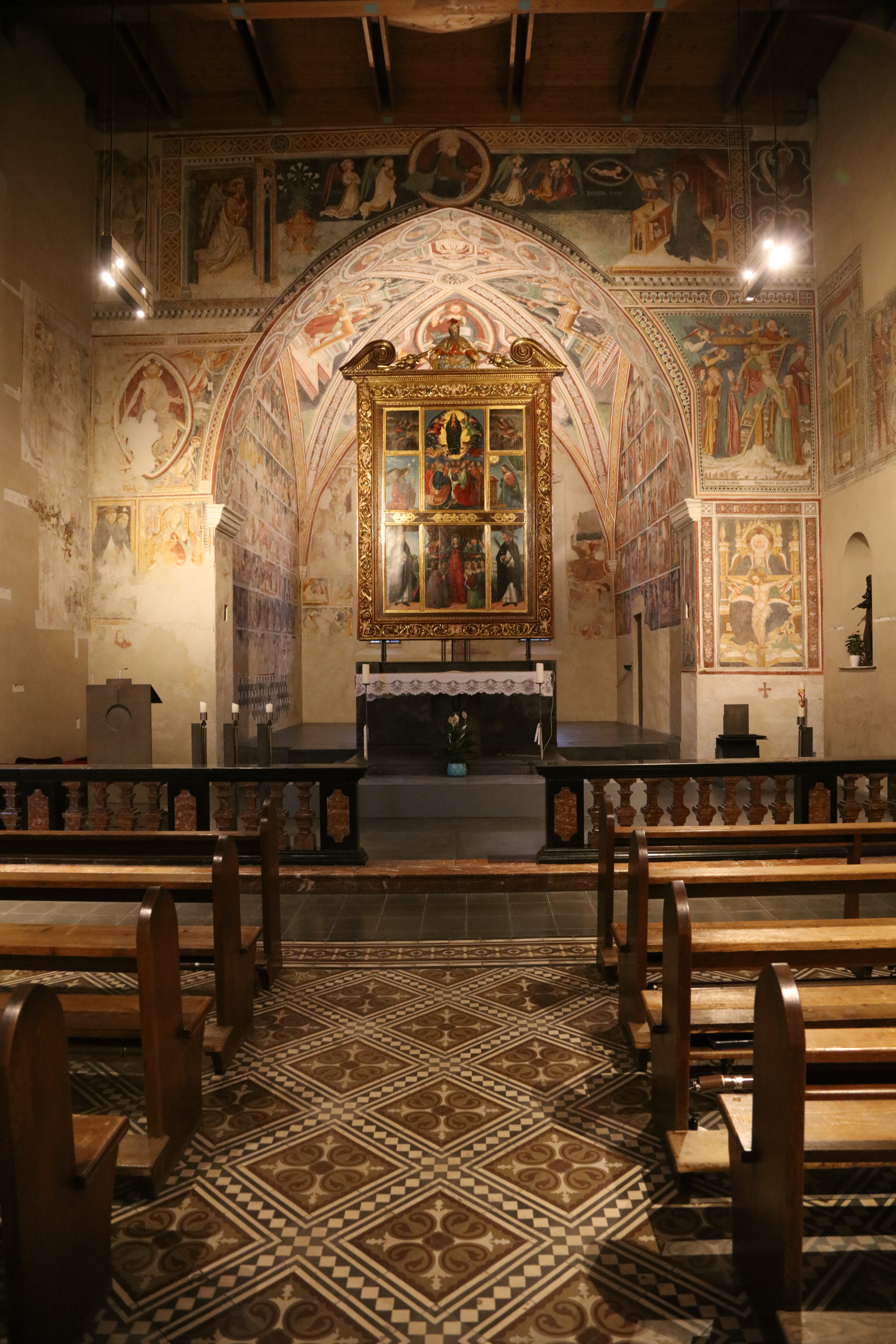
Kirche Santa Maria della Misericordia, Innenraum

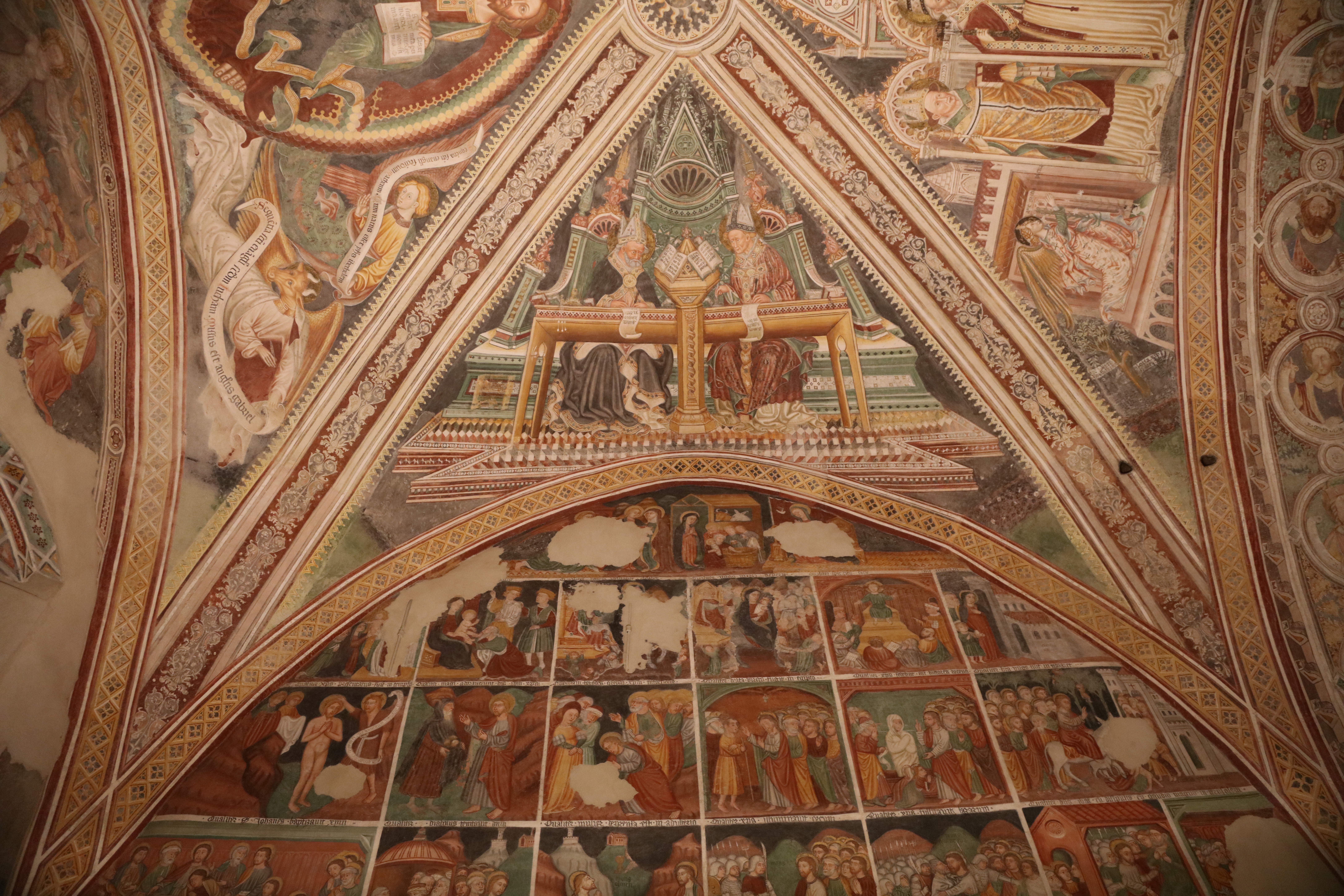
Detail des Freskenzyklus

Die Kirche Santa Maria della Misericordia steht in Ascona im schweizerischen Kanton Tessin. Sie wurde zwischen 1399 und 1442 errichtet; der hoch aufragende Turm stammt von 1488. Die Kirche enthält einen der umfangreichsten Freskenzyklen der Spätgotik in der Schweiz.

## Lage
Die Kirche und das daran angebaute Collegio befinden sich im historischen Ortskern von Ascona, einem Ort mit 5000 Einwohnern am Lago Maggiore bei Locarno. Die Gebäude sind von hohen Steinmauern umgeben. Eine Lindenallee führt zur Kirche und zum Kreuzgang.

## Geschichte

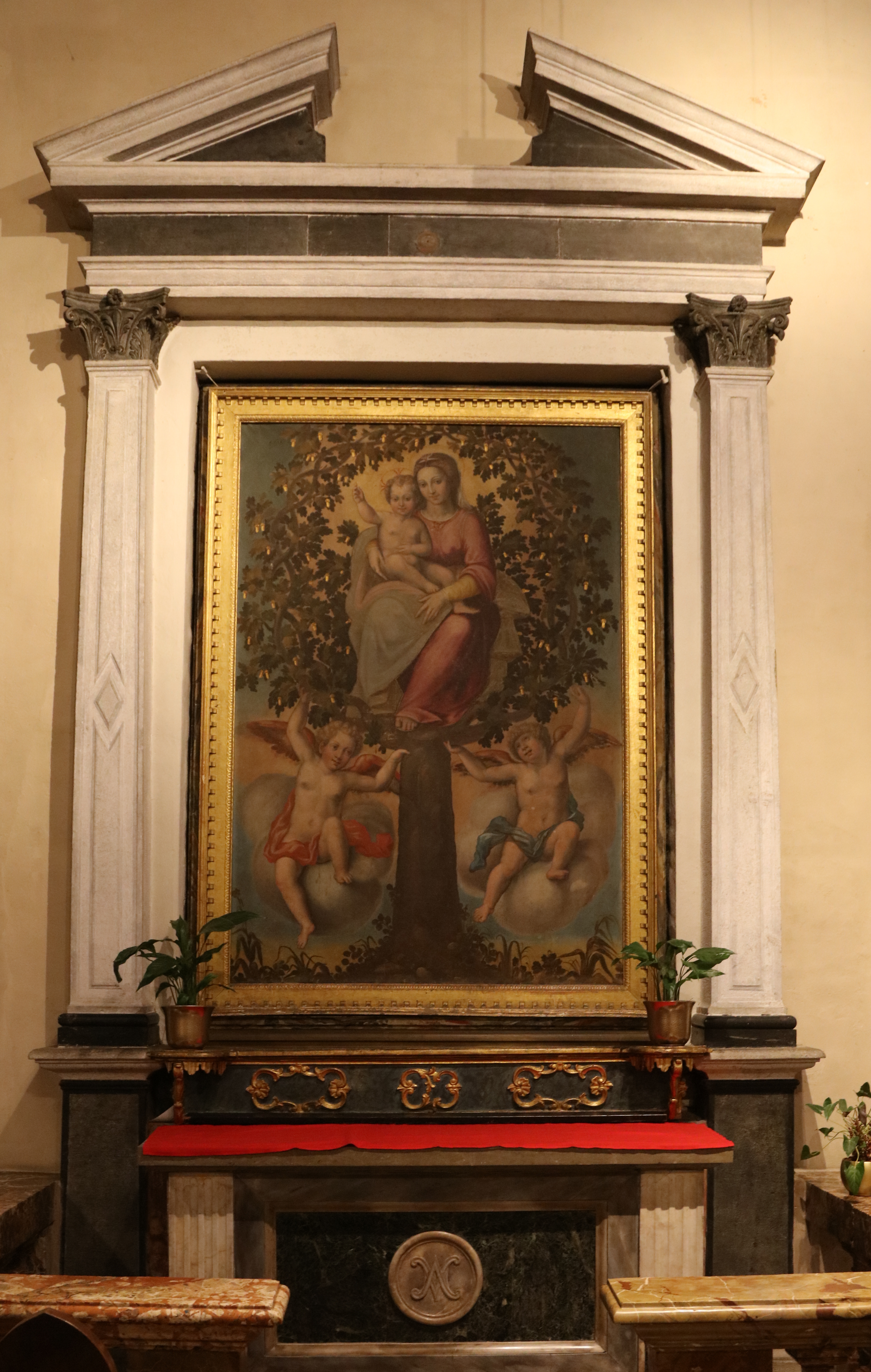
Die «Madonna della Quercia»

Aus den ersten hundert Jahren sind für das Bauwerk nur die Grundsteinlegung am 15. November 1399 und die Weihe am 23. Oktober 1442 dokumentiert. Gewidmet wurde die Kirche der Schutzmantelmadonna. Ihr Bau ist Ausdruck der zunehmenden Marienverehrung südlich der Alpen. Ein notarielles Dokument aus dem Jahr 1510 bestätigt, dass die Gemeinde Ascona für die Kirche verantwortlich war und am 28. Oktober zwei sizilianische Dominikaner mit der geistlichen Leitung beauftragte. Die Mönche verpflichteten sich, ein kleines Kloster zu bauen, das dann im Süden des Chors errichtet wurde.
Nach einer Inspektion durch den Bischof von Vercelli verlangte dieser Verbesserungen und Aufhebung der Seitenaltäre. Nach einer Stiftung des Bartolomeo Papio aus Ascona ergaben sich nach 1584 einschneidende Änderungen. Die Gemeinde überliess Kardinal Karl Borromäus, dem Testamentsvollstrecker Papios, die Kirche. Dieser entliess die Dominikaner, und fortan war Santa Maria zweigeteilt. Die Pfarrei unterstand dem Bistum Como, und das Kolleg und Priesterseminar wurde von den Erzbischöfen von Mailand verwaltet. Ein Neffe des Kardinals beschränkte die Rechte Comos auf zwei Kapellen.
Nach der Heiligsprechung Karl Borromäus’ wurde 1610 die kleine Karlskapelle an die Nordwand des Kirchenschiffs angebaut. Am 27. Juli 1821 wurde Como durch den Papst in die Verantwortung eingesetzt, nachdem die Mailänder Erzbischöfe um die Aufhebung ihrer Exklave gebeten hatten. 1894 verwalteten Salesianer die Kirche, 1910 folgten Assumptionisten. 1911 wurden Kirche und Kolleg zum kantonalen Baudenkmal erklärt. Von etwa 1918 bis 1964 sorgten Benediktiner aus Einsiedeln für eine religiöse Erneuerung. 1965 schenkte Papst Paul VI. Kirche und Kolleg dem Bistum Lugano.
Die Kirche wurde in den vergangenen Jahrhunderten wiederholt restauriert. Die letzten Arbeiten erfolgten 1996 am Altargemälde und 2011 am Retabel des Hauptaltars. 1960 wurden Kolleg, Kreuzgang und das Kirchendach durch einen verheerenden Brand erheblich beschädigt.

## Bauwerk
Die Kirche wurde aus Bruchstein und Geröll erbaut. Der Bau ist einschiffig. Schiff und Chor haben Satteldächer. Der Turm wurde 1488 errichtet und später aufgestockt. An die Hauptfassade wurde im 17. Jahrhundert ein Portikus angebaut. Über dem Eingangsportal befindet sich das Fresko einer Schutzmantelmadonna. Das Werk aus dem 16. Jahrhundert wurde dem Maestro di San Rocco a Pallanza, einem Schüler von Leonardo da Vinci, zugeordnet. Der Maler Giovanni Antonio de Lagaia malte die Hauptaltartafel (1519).

## Orgel

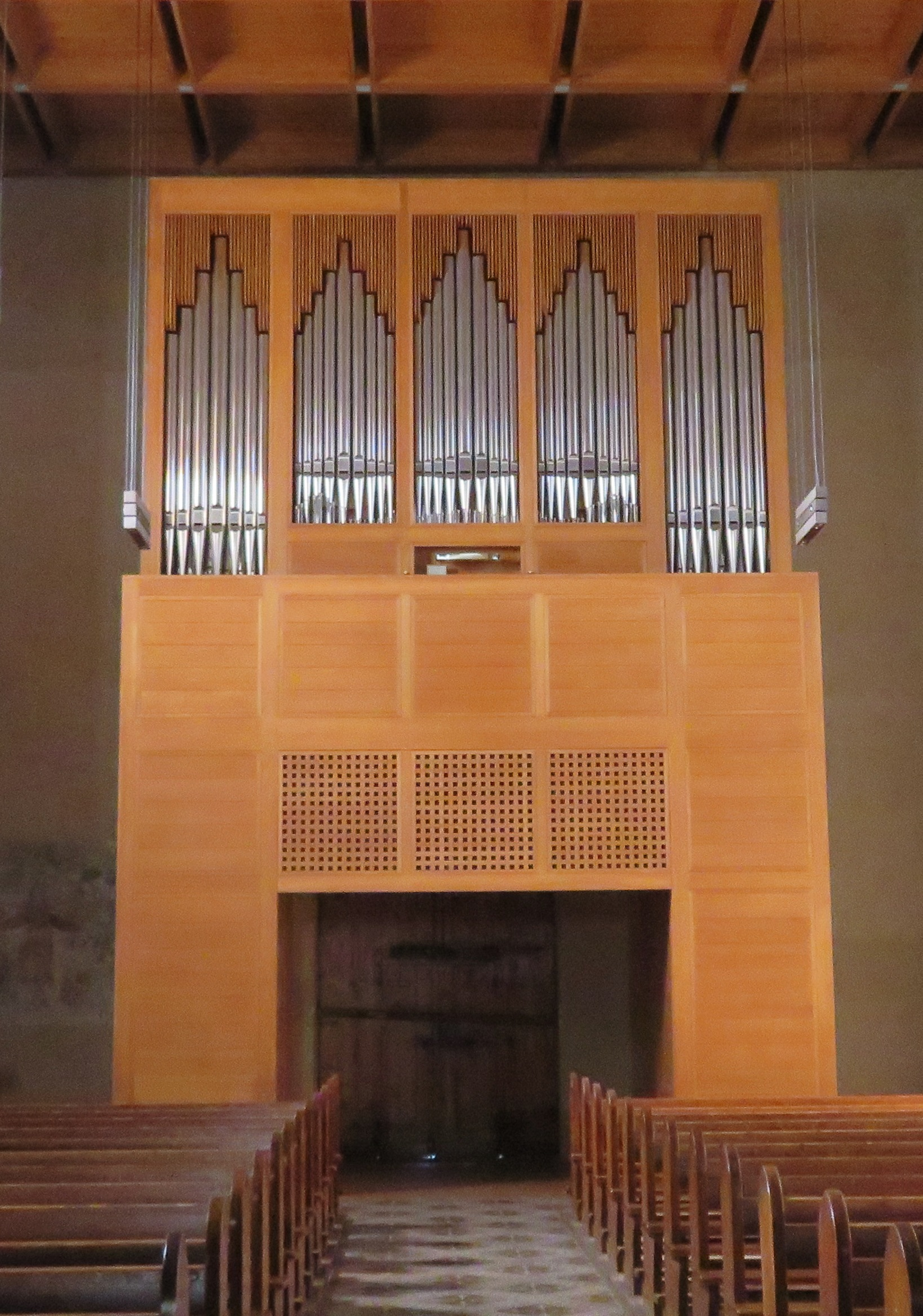
Orgel von Mathis Orgelbau (1993)

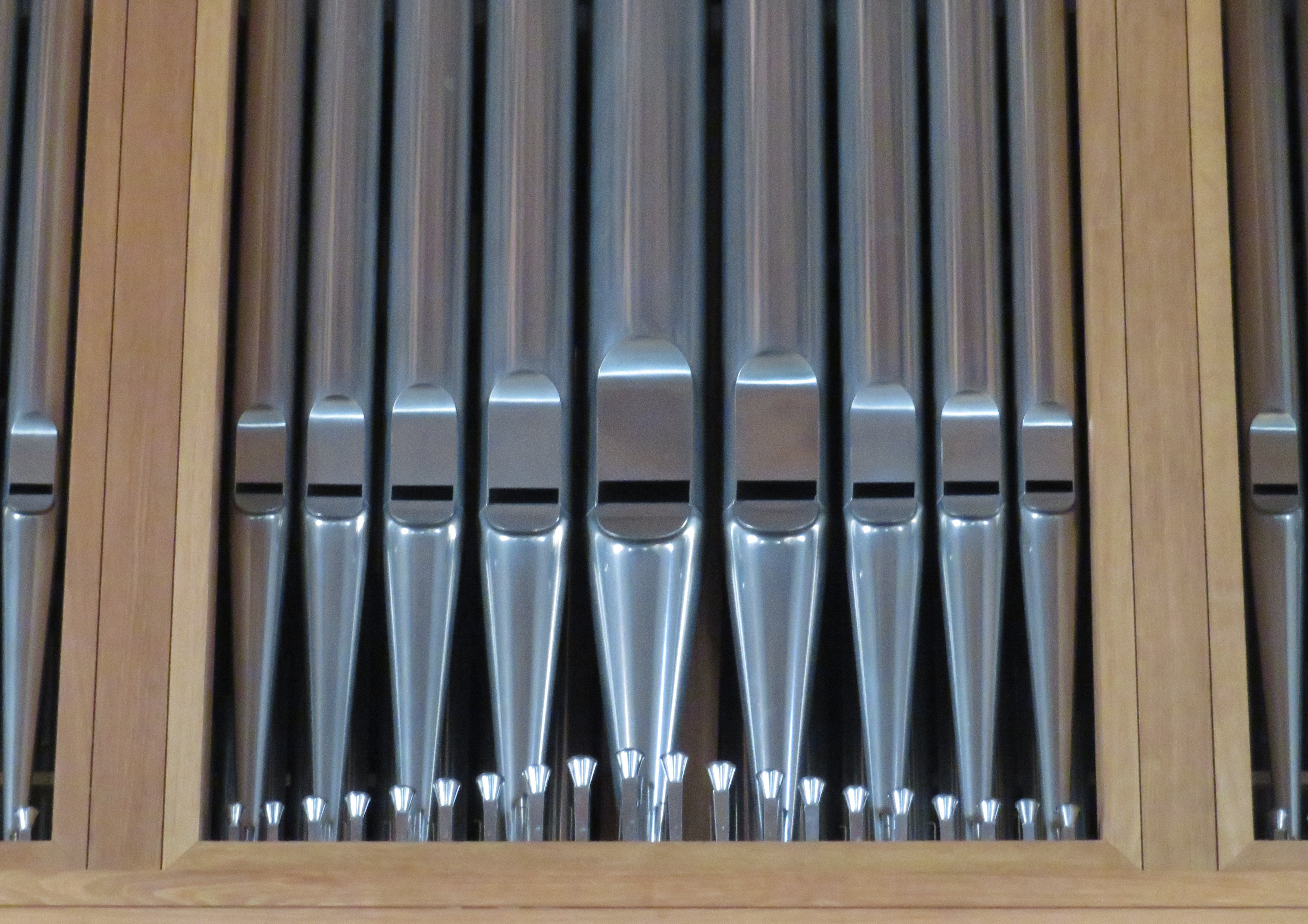
Detail der Mathis-Orgel: Tromboncini in stehender Bauweise vor den Füßen des Prinzipals

Die im Jahr 1993 von der Schweizer Orgelbaufirma Mathis Orgelbau erbaute Orgel mit mechanischer Spiel- und Registertraktur hat 24 Register, die auf zwei Manuale und Pedal verteilt sind. Kurzbecherige Zungenpfeifen (Tromboncini) vor dem Prospekt, in stehender Bauweise und das Register Fiffaro sind bauliche Besonderheiten des Instruments.
Die Disposition der Orgel lautet wie folgt:
| I Grande Organo C–g3 |              |       |
| 1.                   | Bordone      | 16′   |
| 2.                   | Principale   | 8′    |
| 3.                   | Fiffaro      | 8′    |
| 4.                   | Flauto       | 8′    |
| 5.                   | Ottava       | 4′    |
| 6.                   | Flauto       | 4′    |
| 7.                   | Nazardo      | 2 ⁄3′ |
| 8.                   | Quintadecima | 2′    |
| 9.                   | Decimanona   | 1 ⁄3′ |
| 10.                  | Ripieno      | 1′    |
| 11.                  | Tromba       | 8′    |
| 12.                  | Tromboncini  | 8′    |
|                      | Tremulant    |       |

| II Organo espressivo C–g3 |              |    |
| 13.                       | Bordone      | 8′ |
| 14.                       | Violetta     | 8′ |
| 15.                       | Flauto       | 4′ |
| 16.                       | Principalino | 2′ |
| 17.                       | Cornetto II  | 2′ |
| 18.                       | Cimbalo      | 1′ |
| 19.                       | Cromorno     | 8′ |
|                           | Tremulant    |    |

| Pedal C–f1 |         |     |
| 20.        | Subbass | 16′ |
| 21.        | Flauto  | 8′  |
| 22.        | Ottava  | 4′  |
| 23.        | Fagotto | 16′ |
| 24.        | Tromba  | 8′  |

- Koppeln: II/I, I/P, II/P
- Spielhilfen: Absteller für Tromba 8′ G.O., Fagotto 16′, Tromba 8′ Pedale, Organo Pleno

## Collegio Papio
Das Collegio Papio wurde zwischen 1585 und 1620 an die Kirche Santa Maria della Misericordia angebaut. Es besitzt einen der schönsten Renaissancekreuzgänge der Schweiz.